# La Roche-l'Abeille
La Roche-l'Abeille este o comună în departamentul Haute-Vienne din centrul Franței. În 2009 avea o populație de 603 de locuitori.

## Evoluția populației
| An        | 1975 | 1982 | 1990 | 1999 | 2006 | 2009 |
| --------- | ---- | ---- | ---- | ---- | ---- | ---- |
| Populație | 655  | 607  | 563  | 561  | 588  | 603  |